# 鹿児島光テレビ
鹿児島光テレビ株式会社（かごしまひかりテレビ、Kagoshima Hikari Television Co.,Inc.）は、日本の鹿児島県鹿児島市に存在したケーブルテレビ局。略称はKHTV。かつては株式の9割を九州通信ネットワーク（QTNet、以下略称表記）が、残りを岩崎産業が保有していた。

## 概要
2007年5月1日に鹿児島有線テレビジョン株式会社（かごしまゆうせんテレビジョン、愛称：フューチャーTV）の放送事業を引き継ぎ、同月10日に電気通信事業者（鹿児島光テレビではQTNetとNTT西日本）の回線を利用する有線役務利用放送を、『BBIQ光テレビ』（ビビックひかりテレビ）として開始した。サービスエリアは鹿児島市のうち『BBIQ』の提供エリア。
これに伴って従来のアナログケーブルテレビサービスは、翌2008年3月に終了した。
2010年、福岡県の福岡都市圏<福岡市他>（翌2011年から北九州都市圏<北九州市他>と久留米市も）でBBIQ光テレビの事業を開始するようになったのに併せて、有線役務利用放送事業者をQTNetに譲渡したため、事前に岩崎産業から保有株式を買い取った上で、法人格の「鹿児島光テレビ」は解散した。従って、鹿児島市を対象とした「BBIQ光テレビ」も、QTNetの直営サービスとなっている。

## 歴史
- 2007年（平成19年）
  - 1月16日 - 会社設立。
  - 4月24日 - 電気通信役務利用放送事業者として九州総合通信局より登録を受ける。
  - 5月1日 - 鹿児島有線テレビジョンから放送事業の譲渡。
  - 5月10日 - BBIQ光テレビのサービスを開始。
- 2008年（平成20年）7月31日 - アナログテレビ放送サービスを終了。テレビの完全デジタル化を完了[2]。
- 2010年（平成22年）10月1日 - 有線役務利用放送事業者を九州通信ネットワーク（QTNet）に譲渡。法人格の「鹿児島光テレビ」解散。

## 放送チャンネル
テレビ放送はデジタル放送のみ再送信を行っている。下表の他、PPVもある。

### テレビ局

#### 地上波系列別再送信局
| NHK-G     | NHK-E     | NNN/NNS          | ANN        | JNN        | TXN | FNN/FNS          | JAITS |
| --------- | --------- | ---------------- | ---------- | ---------- | --- | ---------------- | ----- |
| NHK鹿児島 | NHK鹿児島 | 鹿児島読売テレビ | 鹿児島放送 | 南日本放送 |     | 鹿児島テレビ放送 |       |

#### チャンネル別
| チャンネル | 放送局                               |
| ---------- | ------------------------------------ |
| TV011      | MBC南日本放送                        |
| TV021      | NHK鹿児島デジタル教育                |
| TV031      | NHK鹿児島デジタル総合                |
| TV041      | 鹿児島読売テレビ                     |
| TV051      | KKB鹿児島放送                        |
| TV081      | 鹿児島テレビ                         |
| 101        | NHK BS                               |
| 141        | BS日テレ                             |
| 151        | BS朝日                               |
| 161        | BS-TBS                               |
| 171        | BSジャパン                           |
| 181        | BSフジ                               |
| 191        | WOWOW                                |
| 200        | BS10                                 |
| 201        | BS10スターチャンネル                 |
| 211        | BS11デジタル                         |
| 222        | TwellV                               |
|            | 日経CNBC                             |
|            | TBSニュースバード                    |
|            | 日テレNEWS24                         |
|            | キッズステーション                   |
|            | アニマックス                         |
|            | トゥーン・ディズニー                 |
|            | ディズニー・チャンネル               |
|            | スペースシャワーTV                   |
|            | MUSIC ON! TV                         |
|            | MTV                                  |
|            | LaLa TV                              |
|            | TBSチャンネル                        |
|            | テレ朝チャンネル                     |
|            | インターローカルTV                   |
|            | 時代劇専門チャンネル                 |
|            | AXN                                  |
|            | FOXチャンネル                        |
|            | ムービープラス                       |
|            | チャンネルNECO                       |
|            | ゴルフネットワーク                   |
|            | J SPORTS 3                           |
|            | J SPORTS 1                           |
|            | J SPORTS 2                           |
|            | 日テレG+                             |
|            | スカイ・A sports+                    |
|            | ディスカバリーチャンネル             |
|            | アニマルプラネット                   |
|            | ヒストリーチャンネル                 |
|            | 囲碁・将棋チャンネル                 |
|            | 釣りビジョン                         |
|            | 放送大学テレビ                       |
|            | QVC                                  |
|            | ショップチャンネル                   |
|            | モール・オブ TV                      |
|            | 朝日ニュースター                     |
|            | BBCワールドニュース                  |
|            | ミステリチャンネル                   |
|            | ホームドラマチャンネル               |
|            | 歌謡ポップスチャンネル               |
|            | ザ・ゴルフ・チャンネル               |
|            | ナショナルジオグラフィックチャンネル |
|            | 旅/MONDO TVチャンネル                |
|            | アクトオンTV                         |
|            | フーディーズTV                       |
|            | 衛星劇場                             |
|            | 東映チャンネル                       |
|            | SPEEDチャンネル                      |
|            | グリーンチャンネル                   |
|            | グリーンチャンネル2                  |
|            | J SPORTS 4                           |
|            | FIGHTING TV サムライ                 |
|            | フジテレビTWO                        |
|            | フジテレビONE                        |
|            | V☆パラダイス                         |
|            | プレイボーイチャンネル               |
|            | ピンクチェリー                       |
|            | レインボーチャンネル                 |
|            | ミッドナイト・ブルー                 |
|            | パラダイステレビ                     |

### ラジオ局
| MHz | 放送局         |
| --- | -------------- |
| ○   | NHK鹿児島FM    |
| ○   | FRIENDS FM 762 |
| ○   | μFM            |
| ○   | 放送大学FM     |

## 備考
鹿児島有線テレビジョン時代の本社は鹿児島市武一丁目10番15号の田中ビル 4Fにあった。